# 사이버 지옥: N번방을 무너뜨려라
"사이버 지옥:N번방을 무너뜨려라"는 2022년에 공개한 대한민국의 영화이다.
N번방 사건을 보도한 한겨레 기자들과 추적단 불꽃, 스트레이트 작가와 PD, 담당 경찰의 인터뷰로 사이버 범죄를 추적하는 다큐멘터리이다.